# Barry Bannan
Barry Bannan est un footballeur international écossais, né le 1er décembre 1989 à Airdrie en Écosse. Il évolue actuellement pour Sheffield Wednesday au poste de milieu de terrain.

## Carrière

### Leeds United
Le 7 mars 2011, Bannan est prêté à Leeds United jusqu'à la fin de la saison.

### Sheffield Wednesday
Le 31 août 2015 il rejoint Sheffield Wednesday.

## Palmarès

### Distinctions personnelles
- Membre de l'équipe-type de D2 anglaise en 2016.
- Membre de l'équipe type du Championnat d'Angleterre de troisième division en 2021-2022 et 2023[2]